# Пезинок
Пезинок (слч. Pezinok, мађ. Bazin) град је у Словачкој, који се налази у оквиру Братиславског краја.

## Географија
Пезинок је смештена у југозападном делу државе. Престоница државе, Братислава, налази се свега 20 км југозападно од града.
Рељеф: Пезинок се развио у северозападном ободу Панонске низије, на месту где равничарско тле прелази у брежуљкасто подножје планина Мали Карпати. Надморска висина града је око 150 m.
Клима: Клима у Пезиноку је умерено континентална.
Воде: Пезинок не излази на воде, а најближа река је Дунав (20 км јужно од града).

## Историја
Људска насеља на овом простору датирају још из праисторије. Насеље под данашњим именом први пут се спомиње у средином 1208. године, а околина је већ тада била насељена Словацима. 1647. године насеље је добио градска права. Током следећих векова град је био у саставу Угарске као обласно трговиште.
Крајем 1918. године. Пезинок је постао део новоосноване Чехословачке. У време комунизма град је нагло индустријализован, па је дошло до наглог повећања становништва. После осамостаљења Словачке град је постао њено значајно средиште, а близина престонице дала полет градској привреди.

## Становништво
| Година:    | 1994.  | 2004.   | 2014.   | 2024.    |
| ---------- | ------ | ------- | ------- | -------- |
| Број људи: | 21 552 | 21 147  | 22 129  | 24 375   |
| Разлика:   |        | -1,87 % | +4,64 % | +10,14 % |

| Година:    | 2023.  | 2024.   |
| ---------- | ------ | ------- |
| Број људи: | 24 506 | 24 375  |
| Разлика:   |        | -0,53 % |

Данас Пезинок има око 22.000 становника и последњих година број становника полако расте.
Етнички састав: По попису из 2001. године састав је следећи:
- Словаци - 96,5%,
- Чеси - 1,2%,
- остали.

Верски састав: По попису из 2001. године састав је следећи:
- римокатолици - 64,8%,
- атеисти - 21,0%,
- лутерани - 8,2%,
- остали.

## Делова града
- Историјски део Гринава
- Центар
- Историјски део Цајла
- Насељa: 
  - Север
  - Jух
  - Мушкат
  - Стари двор
  - Сахара
- Панхолец
- Kучишдорфска долина

## Партнерски градови
- Андрихов
- Изола
- Млада Болеслав
- Мошонмађаровар
- Нојзидл на Језеру